# Сунин
Суни́н (кит. упр. 肃宁, пиньинь Sùníng) — уезд городского округа Цанчжоу провинции Хэбэй (КНР).

## История
При империи Сун эти места входили в состав уезда Хэцзянь (河间县). Для лучшего контроля территории в 985 году было возведено укрепление Пинлу (平虏砦), которое в 1005 году было преобразовано в крепость Сунин (肃宁城). При чжурчжэньской империи Цзинь в 1150-х годах из уезда Хэцзянь был выделен уезд Сунин. При монгольской империи Юань в 1265 году уезд Сунин был опять присоединён к уезду Хэцзянь, при империи Мин в 1368 году был восстановлен.
В 1949 году был образован Специальный район Цансянь (沧县专区), и уезд вошёл в его состав. В июне 1958 года Тяньцзинь был понижен в статусе, став городом провинциального подчинения, и Специальный район Цансянь был присоединён к Специальному району Тяньцзинь (天津专区), при этом уезд Сунин был присоединён к уезду Хэцзянь. В начале 1959 года Специальный район Тяньцзинь был расформирован, а вся его территория вошла в состав города Тяньцзинь.
В июне 1961 года были восстановлены Специальный район Цанчжоу (沧州专区) — бывший Специальный район Цансянь, и восстановленный уезд Сунин вошёл в его состав. В декабре 1967 года Специальный район Цанчжоу был переименован в Округ Цанчжоу (沧州地区). В 1993 году Округ Цанчжоу и город Цанчжоу были расформированы, а на их территориях был образован Городской округ Цанчжоу.

## Административное деление
Уезд Сунин делится на 6 посёлков и 3 волости.

## Экономика
Сунин является крупным центром по производству музыкальных инструментов: здесь изготавливают янцинь, пипы, жуань, фортепиано и скрипки. По состоянию на 2024 год на предприятиях по производству музыкальных инструментов в уезде Сунин работало более 10 тыс. сотрудников, годовой объем производства составлял более 1 млн единиц инструментов.   